# Неділя, пів на сьому
«Неділя, пів на сьому» (рос. «Воскресенье, половина седьмого») — російський радянський художній фільм 1988 року режисера Вадима Зобіна за сценарієм Анатолія Рибакова як продовження фільмів «Канікули Кроша» (1980) і «Невідомий солдат» (1984).

## Сюжет
Студент-практикант юридичного факультету Сергій Крашенинников розслідує справу про загибель дівчини Соні Смирнової. Здавалося б, все говорить про те, що смерть дівчини — результат нещасного випадку. Але, ведучи безкомпромісну боротьбу за істину, Сергій встановлює, що Соня загинула через байдужість оточуючих...

## У ролях
- Василь Фунтіков
- Андрій Степанов
- Володимир Юматов
- Олена Костіна
- Гелена Кирик
- Маргарита Борисова
- Маргарита Шубіна
- Володимир Ільїн
- Віталій Таранич
- Михайло Палатник
- Олена Крейдік
- Марина Прес
- Петро Ступін
- Володимир Топцов
- Володимир Зайцев
- Анатолій Іванов

## Творча група
- Сценарист: Анатолій Рибаков
- Режисер-постановник: Вадим Зобін
- Оператор-постановник: Володимир Трофимов
- Композитор: Олександр Барикін